# 奈杰尔·亨特
奈杰尔·亨特（英語：Nigel Hunt，1983年5月14日—），生于萨摩亚阿皮亚，新西兰男子橄榄球运动员。他曾代表新西兰七人制国家队参加2006年英联邦运动会七人制橄榄球比赛，获得一枚金牌。